# Franz Lichtenauer (Schauspieler)
Franz Lichtenauer (* 25. November 1886 in Augsburg; † 4. Januar 1955 in Berlin-Wilmersdorf) war ein deutscher Schauspieler bei Bühne und Film.

## Leben und Wirken
Lichtenauer begann seine berufliche Laufbahn in den 1910er Jahren am Theater seiner Heimatstadt Augsburg. Es folgten Verpflichtungen nach München (Lustspielhaus) und nach Berlin, wo er ab 1933 an mehreren kleinen Bühnen wie der Berliner Lichtburg, dem regimenahen Theater des Volkes, während des Zweiten Weltkrieges im Rahmen einer Gastspieldirektion und nach 1945 am Märchentheater der Stadt Berlin (im Theater am Schiffbauerdamm) und im Veranstaltungsring für Westberlin zu sehen gewesen war.
Erst spät (1935) trat der Augsburger erstmals vor eine Filmkamera. Lichtenauers Rollen in diesem Bereich waren nahezu durchweg klein, er spielte Chargen aller Arten: einen Bauer in “Die Pfingstorgel”, einen Polizeichef in “Verliebtes Abenteuer”, einen Briefträger in “Spähtrupp Hallgarten”, einen Wirtshausgast in Via Mala, einen Herbergswirt in Die blauen Schwerter sowie einen Wiener Arbeiter in Semmelweis – Retter der Mütter.

## Filmografie
- 1935: Viktoria
- 1935: Der Klosterjäger
- 1936: Standschütze Bruggler
- 1937: Revolutionshochzeit
- 1938: Verliebtes Abenteuer
- 1938: Die Pfingstorgel
- 1939: Drei Väter um Anna
- 1940: Liebesschule
- 1940: Spähtrupp Hallgarten
- 1940: Hochzeitsnacht
- 1941: Wetterleuchten um Barbara
- 1945: Via Mala
- 1949: Die blauen Schwerter
- 1950: Semmelweis – Retter der Mütter
- 1951: Der Untertan
- 1954: Herr über Leben und Tod